# Wiliame Katonivere
Wiliame Maivalili Katonivere (Suva, 20 de abril de 1964) é um político fijiano, presidente das Fiji entre 2021 e 2024. Ele também é o chefe da província de Macuata desde 2013, sucedendo seu irmão mais velho Aisea Katonivere.
Katonivere nasceu no Colonial War Memorial Hospital em Suva, filho de Ratu Soso Katonivere e Samanunu Boteiviwa, ele é o caçula de sete irmãos. Frequentou a Draiba Fijian School antes de concluir o ensino médio no Bua College em 1981.
Katonivere vem da aldeia de Naduri, Macuata em Vanua Levu. Ele é casado com Filomena Katonivere com quem tem dois filhos e três netos.
Aos 19 anos, juntou-se às Forças Militares Reais das Fiji em 1984 e serviu duas vezes no Oriente Médio sob a Força Interina das Nações Unidas no Líbano. Ele foi alistado no posto de tenente-coronel e serviu como comandante do 7º Regimento de Infantaria das Forças Territoriais. Aos 57 anos, ele é a pessoa mais jovem a assumir o cargo de presidente das Fiji.